# Caracu

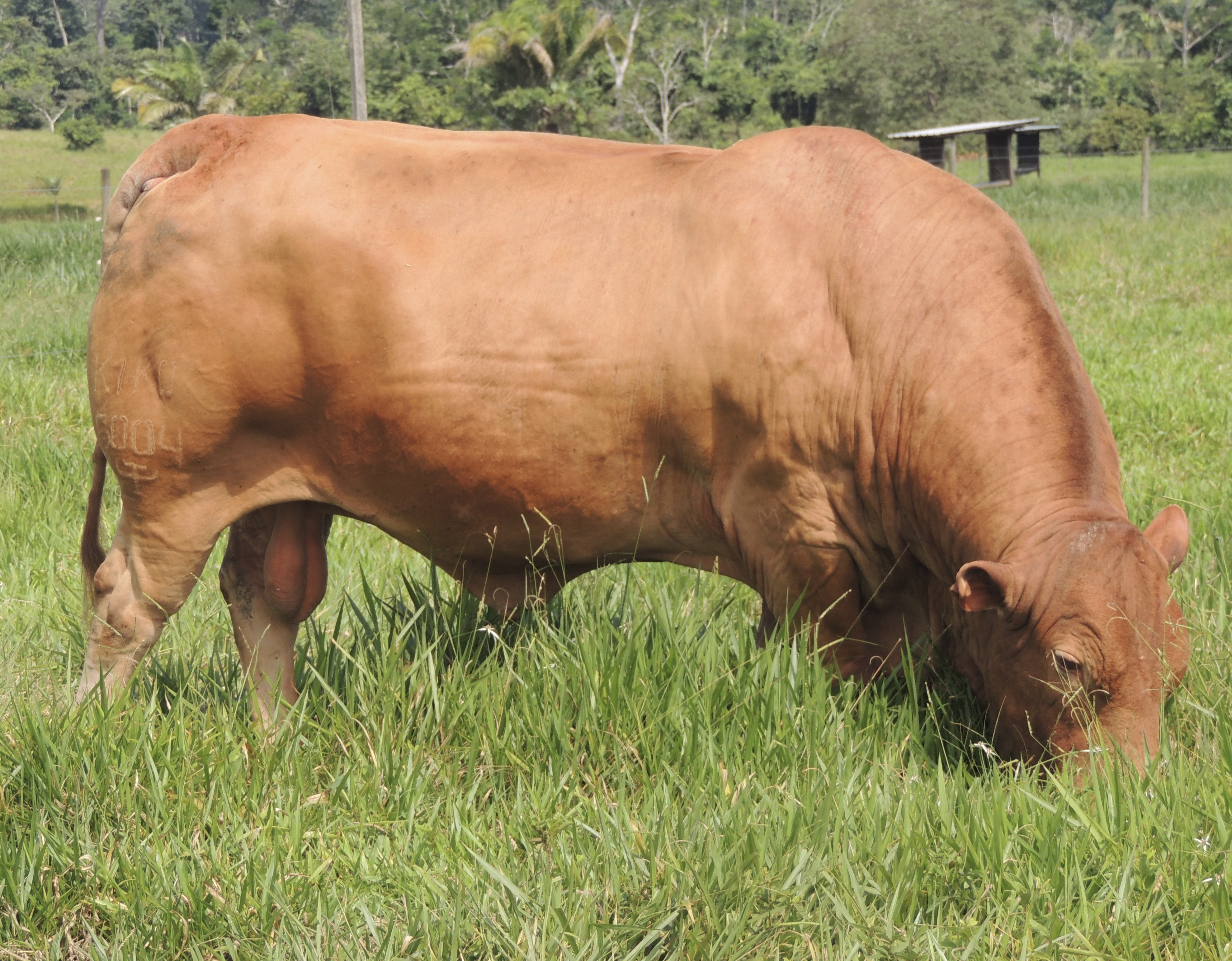
Caracu pastando

Caracu es una raza bovina autóctona de Brasil, creada en el periodo colonial. Fue creada a partir de cruzamientos con la vaca de varias razas europeas llevadas por los colonizadores. Es muy similar a la raza portuguesa de Ramo Grande.
Menos del 5% de ganado vacuno brasileño es Caracu.

## Orígenes de la raza
Es una raza taurina descendiente de razas portuguesas del tipo aquitánico o turdetano, representada por el Alentejo (o Transtagana), Galega (o Minhota) y Mirandes.
También podemos mencionar el  Limousin de Francia que se importó para mejorar el Caracu. Es cierto que no solo estas razas participaron en la creación, sino que otras razas de ganado del tronco ibérico pudieron haber contribuido.
La raza Ramo Grande se formó a partir de las mismas razas portuguesas que entraron en la formación del caracu y también puede haber contribuido.